# Nadia (huyện)
Huyện Nadia là một huyện thuộc bang West Bengal, Ấn Độ. Thủ phủ huyện Nadia đóng ở Krishnanagar. Huyện Nadia có diện tích 3927 ki lô mét vuông. Đến thời điểm năm 2001, huyện Nadia có dân số 4603756 người.